# Воротеляк, Екатерина Андреевна
Екатери́на Андре́евна Воротеляк (род. 23 декабря 1970, Москва) — российский биолог, член-корреспондент РАН (2016).

## Биография
Окончила биологический факультет МГУ (1993) и аспирантуру. Кандидат биологических наук (1998), тема диссертации «Миграция эпидермальных клеток человека в культуре».
Место работы с 1993 года — ФГБУН Институт биологии развития им. Н. К. Кольцова, с 2016 года заведует лабораторией клеточной биологии.
С 2013 года по совместительству доцент кафедры клеточной биологии и гистологии биологического факультета МГУ, читает курсы лекций «Цитология», «Клеточная дифференцировка».
Доктор биологических наук (2012). Тема докторской диссертации «Морфогенез и его регуляция в культуре эпидермальных клеток человека».
Член-корреспондент по Отделения биологических наук (секция общей биологии) РАН (2016).